# Marie-Hélène Gin
Marie-Hélène Gin, née le 26 juin 1954, est une rameuse d'aviron française.

## Carrière
Elle remporte une médaille de bronze en quatre de couple avec barreur aux Championnats d'Europe d'aviron 1971 à Copenhague.